# Rosse graszanger
De rosse graszanger (Cisticola rufus) is een zangvogel uit de familie Cisticolidae.

## Verspreiding en leefgebied
Deze soort komt voor in Afrika van Senegal en Gambia tot Kameroen en de westelijke Centraal-Afrikaanse Republiek.

## Status
De grootte van de populatie is niet gekwantificeerd maar de soort wordt omschreven als schaars tot plaatselijk algemeen. Op de Rode lijst van de IUCN heeft deze soort de status niet bedreigd.